# Sommer-Paralympics 2016/Teilnehmer (Burkina Faso)
| stlisierte Goldmedaille | stlisierte Silbermedaille | stlisierte Bronzemedaille |
| ----------------------- | ------------------------- | ------------------------- |
| —                       | —                         | —                         |

Burkina Faso entsandt einen Athleten zu den Paralympischen Sommerspielen 2016 in Rio de Janeiro, den Leichtathleten Jacques Ouedraogo. Dieser trat im 100m-T54-Lauf an und schied nach dem Vorlauf aus. Er konnte entsprechend keine Medaille gewinnen.

## Teilnehmer nach Sportart

### Leichtathletik
| Männer            |          |           |   |   |   |               |               |               |
| Jacques Ouedraogo | 100m T54 | 19,32 sek | 7 | - | - | ausgeschieden | ausgeschieden | ausgeschieden |